# 朱宗葆
朱宗葆（1932年12月—1992年9月27日），男，浙江宁波人，中华人民共和国政治人物，曾任中共上海市委常委，上海市人民政府副市长。